# Тбилиси (лидер эскадренных миноносцев)
«Тбилиси» (ранее «Тифлис») — лидер эскадренных миноносцев проекта 38, построенный для Военно-Морского Флота СССР. Состоял на службе в Тихоокеанском флоте, участвовал в советско-японской войне.

## Строительство
Первоначально был заложен 15 января 1935 года на заводе №198 в Николаеве, но через полтора года, 10 августа 1936 года перезаложен на заводе №199 в Комсомольске-на-Амуре. Был спущен на воду 24 июля 1939 года спущен на воду, где и достраивался. Весной 1940 года «Тбилиси» был отбуксирован во Владивосток, а на нём параллельно проводились швартовые испытания. Это позволило начать заводские ходовые испытания уже вскоре после прибытия во Владивосток. 11 декабря 1940 года был зачислен в состав Тихоокеанского флота.

## Служба

### Во время Великой Отечественной войны
С началом Великой Отечественной войны корабль фактически являлся учебным, то есть был базой для отработки средств и методов защиты кораблей. К концу 1941 года лидер был оборудован штатной системой размагничивания. При формировании в ноябре 1942 года Отряда легких сил Тихоокеанского флота лидер возглавил 2-й дивизион эскадренных миноносцев.
Поскольку на корабле была установлена система размагничивания, то в июле–августе 1943 года на «Тбилиси» проходили исследования воздействия размагничивающего устройства. По материалам этих опытов разрабатывалась методика расчета распределенных обмоток на кораблях для защиты от размагничивания. С 1944 по 1946 годы кораблём командовал капитан 3-го ранга А. И. Рассохо (будущий адмирал).

### Война с Японией
8 августа 1945 года корабль, состоявший в 1-й дивизии эскадренных миноносцев, был включен в состав действующих сил флота. 12 августа из бухты Золотой Рог под флагом командующего флотом И. С. Юмашева корабль высадил роту десанта в составе 100 автоматчиков 354-го отдельного батальона морской пехоты в бухту Витязь (залив Посьета). Командовал ротой старший лейтенант Захарченко. В тот же день на торпедных катерах она была доставлена и высажена в корейском порту Расин в составе основных сил десанта. Этим и ограничились боевые действия корабля.

### После войны
3 сентября 1945 года лидер был выведен из состава действующих сил Тихоокеанского флота и поставлен в ремонт. После ремонта 12 января 1949 года был переклассифицирован в эсминец, а затем прошёл очередной ремонт во Владивостоке. 18 апреля 1958 корабль был выведен из боевого состава и превращен в судно-цель «ЦЛ-50», а через год переименован в «ТСП-50». 
31 января 1964 исключен из списков флота и затем разобран на металл на базе Главвторчермета во Владивостоке. Это был единственный лидер эскадренных миноносцев в составе Тихоокеанского флота.